# Petr Smíšek
Petr Smíšek (* 22. ledna 1978) je bývalý český fotbalista, útočník. Jeho bratrem-dvojčetem je bývalý ligový fotbalista Martin Smíšek.

## Fotbalová kariéra
V české lize hrál za FC Viktoria Plzeň, FK Jablonec a FK Teplice. Nastoupil ve 174 ligových utkáních a dal 244 ligových gólů. V nižších soutěžích hrál i za 1. FK Česká Lípa a v německé 3. lize za FC Rot-Weiß Erfurt. Za reprezentaci do 20 let nastoupil ve 4 utkáních.

## Ligová bilance
| Ročník                          | Zápasy | Góly | Klub              |
| ------------------------------- | ------ | ---- | ----------------- |
| 1. česká fotbalová liga 1996/97 | 18     | 3    | FC Viktoria Plzeň |
| Gambrinus liga 1997/98          | 15     | 3    | FC Viktoria Plzeň |
| Gambrinus liga 1998/99          | 4      | 0    | FC Viktoria Plzeň |
| 2. česká fotbalová liga 1998/99 | 9      | 0    | 1. FK Česká Lípa  |
| 2. česká fotbalová liga 1999/00 | 14     | 2    | FC Viktoria Plzeň |
| Gambrinus liga 2000/01          | 18     | 3    | FC Viktoria Plzeň |
| 2. česká fotbalová liga 2001/02 | 21     | 6    | FC Viktoria Plzeň |
| 2. česká fotbalová liga 2002/03 | 28     | 13   | FC Viktoria Plzeň |
| Gambrinus liga 2003/04          | 12     | 1    | FC Viktoria Plzeň |
| Gambrinus liga 2003/04          | 8      | 1    | FK Jablonec       |
| Gambrinus liga 2004/05          | 27     | 2    | FK Jablonec       |
| Gambrinus liga 2005/06          | 25     | 4    | FK Jablonec       |
| Gambrinus liga 2006/07          | 27     | 3    | FK Jablonec       |
| Gambrinus liga 2007/08          | 20     | 1    | FK Teplice        |
| CELKEM 1. česká liga            | 174    | 24   |                   |